# Dojo de la gare du Nord
Le dojo de la gare du Nord est l'un des dojos les plus anciens d'arts martiaux de Paris. Ce dojo est connu pour avoir favorisé l'implantation de l'aïkido en France.

## Historique
Grâce à l'aide de la SNCF, des employés cheminots ont créé un dojo dans un local inoccupé de la gare du Nord à Paris. En 1952, le dojo est ouvert mais les statuts du club ne sont déposés officiellement qu'en 1953. Ce sont messieurs Delforge et Dunière qui ont fondé la section arts martiaux (judo / aïkido).
Initialement, le dojo était situé dans une salle, au niveau de la verrière de la gare du Nord, au 2ème étage.
Selon la description de maître Noro, il s'agissait d'un dojo de 30 à 40 m2 avec un pilier au milieu du sol, avec des douches opérationnelles qui dépendaient de l'activité des locomotives à vapeur. Afin de décorer les lieux, les pratiquants ont dessiné sur les murs du dojo.
Concernant ce pilier, maître Nobuyoshi Tamura aimait s'y exercer ainsi que Jean Delforge, qui fut également champion de France amateur de boxe.
Les premiers cours réguliers de Maître Masamichi Noro, alors délégué officiel de l'aïkikai pour l'Europe, se fera dans ce dojo dès son arrivée à Paris, attirant des pratiquants suivant Tadashi Abe notamment.
Avec les travaux de rénovation de la gare Paris-Nord, le dojo déménage dans l'enceinte de la gare du Nord au 4ème étage, le long des voies ferrées, au 39 ter boulevard de la Chapelle.
En 2012, le dojo est déplacé hors de l'enceinte de la gare du Nord et a depuis été relocalisé au 44 rue Louis-Blanc dans le 10e arrondissement, dans un autre bâtiment appartenant à la SNCF. En dehors de l'aïkido, ce lieu accueille également des cours d'iaido et de yoga.

## Professeurs aïkidokas célèbres du dojo
Les professeurs du dojo de la gare du Nord : 
- De 1952 à 1972 : Jean Delforge[6], Michel Dunière
- De 1965 à 1967 : Masamichi Noro[7], fondateur du kinomichi
- De 1968 à 1979 : William Goldblum
- De 1980 à 2000 : Jean-Michel Ménez
- De 2000 à 2009 : Patrice Reuschlé (6ème dan aïkikai)[8],
- Depuis 2000 (mis en place par Patrice Reuschlé) : Bertrand Pécile, Sébastien Gervais, Gérald Ritter.

## Autres artistes martials célèbres du dojo
D'autres experts aïkidokas célèbres sont également venus dans ce dojo. 
- Les japonais : Minoru Mochizuki, Tadashi Abe (1952), Nakazono, Murahige (1961), Kobayashi, Nobuyoshi Tamura (1964), Katsuaki Asai.
- Les français : Michel Bécart (7ème dan shihan) qui a débuté l'aïkido en 1967 dans ce dojo[9]; Jean-Pierre Le Pierres (7ème dan), fondateur de l’Aïkitaï jutsu Ryu Abe (ARA) y a passé son 1er dan (1966- 1975)[10].
- Awazu Shozo (6ème dan) arrivé à Marseille en 1950, en 1959 il dispensait 1 fois par mois un cours de judo au dojo Gare du Nord.

## Dans les organisations sportives
De par son rattachement à la SNCF, le dojo fait partie de l'Union sportive des cheminots de France (USCF) dédié aux cheminots sportifs amateurs, au sein du comité Ile-de-France (CIDF) , sous la branche CAPN (association des Cheminots Athlétic de Paris Nord) né en 1940.
En 2000, la section aïkido de ce dojo se désolidarise des autres arts martiaux et fait désormais partie d'un regroupement de dojos cheminots appelé Aïkido Clubs Cheminots qui rassemble plusieurs dojos parisiens dans les gares comme la gare Montparnasse, la gare de Château Landon (gare de l'Est), et le dojo créé dans l'ancienne gare de Bercy-Ceinture à porte de Charenton. Au niveau fédéral, à ce jour, le dojo est affilié à la FFAAA (fédération française d'aïkido, aïkibudo et affinitaires).